# 晋深县
晋深县，中国旧县名。
1958年由晋县、深泽两县合置，治所在今河北省晋州市。旋即撤销，并入束鹿县。